# Louis-Alexandre Expilly de La Poipe
Louis-Alexandre Expilly de La Poipe (ur. 24 lutego 1743 w Breście, zm. 22 maja 1794 tamże) – francuski duchowny katolicki, biskup konstytucyjny Finistère w latach 1790–1794
Był księdzem z Bretanii, rektorem Saint-Martin-des-Champs. Uczestniczył jako poseł w Stanach Generalnych z 1789 r. Po wybuchu Rewolucji Francuskiej poparł Zgromadzenie Narodowe, brał udział w posiedzeniach Konstytuanty.
Był przewodniczącym komisji parlamentarnej, która opracowywała reformę kościelną we Francji i stworzyła projekt konstytucji cywilnej kleru. W 1790 r. po śmierci biskupa Cornouaille został wybrany jego następcą. Był pierwszym biskupem francuskim, którego elekcja odbyła się według nowych zasad narzuconych Kościołowi katolickiemu we Francji przez parlament.
24 lutego 1791 r. został konsekrowany w Paryżu bez uprzedniej zgody papieża i przy ogólnym braku akceptacji ze strony episkopatu ancien régime. Po sakrze wraz z biskupami konsekratorami został ekskomunikowany.
W latach 1791–1793 brał udział dalej w życiu politycznym. Po obaleniu monarchii popierał żyrondystów. W 1793 r. po zamachu stanu jakobinów został aresztowany, a w kilka miesięcy później ścięty podczas publicznej egzekucji.